# Estadio Libertadores de América

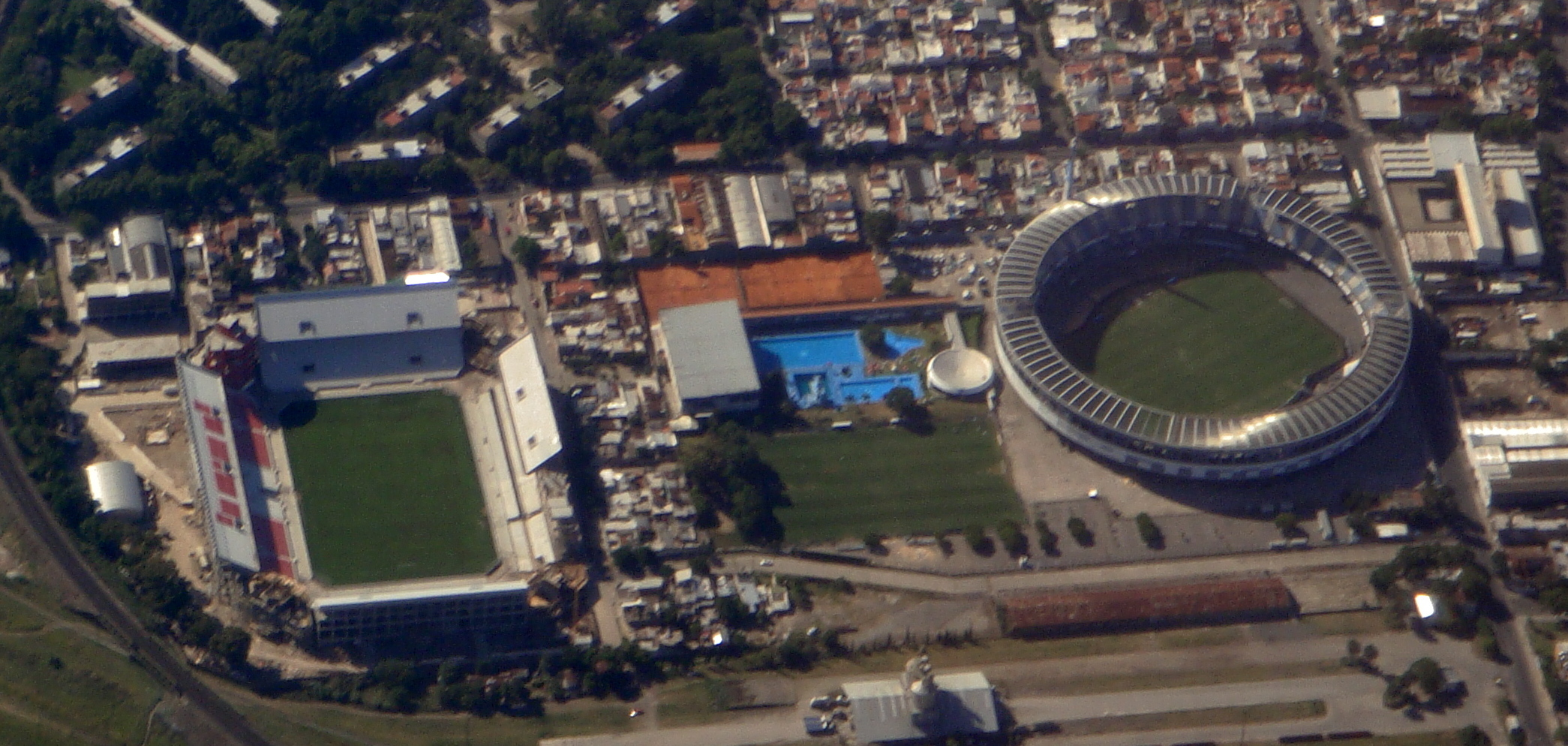

Estadio Libertadores de América - Ricardo Enrique Bochini,, är en fotbollsarena i Avellaneda i södra Buenos Aires i Argentina. Stadion ägs av Club Atlético Independiente och är arena för hemmamatcherna för klubbens fotbollslag. Stadion hette officiellt bara så sent som 2005, efter att ha varit känd som Estadio de Independiente eller La Doble Visera de Cemento ("det dubbla cementvisiret ") på grund av de två taken som hänger över åskådarna.
Stadion byggdes 1928 och hade en kapacitet på 52 823 med 27 863 sittplatser. La Doble Visera, som det var populärt känt som, var den första betongstadion som byggdes i Sydamerika, och kom att vara värd för alla internationella finaler som Independiente spelade som lokallag. I oktober 2009 öppnades stadion igen efter att ha renoverats. Lokalens nuvarande kapacitet är 42 069.
43,187 (internationellt)

## Historik
Ursprunget till stadion kan spåras till 1925, då Independiente förvärvade en sex hektar mark i hörnet av Alsina och Cordero, några meter från Estadio Racing Club. Ett år senare började klubben bygga en betongstadion, den första i Argentina. Ett projekt av ingenjör Federico Garófalo, som hade utformat en betongläktare med tak utan pelare (som ett visir, inspirerat av brasilianska Hipódromo da Gávea) var det alternativ som klubben valde.
Arenan invigdes den 4 mars 1928, i en vänskapsmatch mellan Independiente och den uruguayanska klubben Peñarol, med guvernören i Buenos Aires, Valentín Vergara, som hedersgäst. Den första officiella matchen som spelades där var den 29 april 1928, då Independiente och Sportivo Buenos Aires gjorde oavgjort 0–0. Den första landskampen som hölls på Independiente var den 25 maj 1928, när den skotska klubben Motherwell FC spelade mot Liga Rosarina kombinerat under den brittiska klubbturnén i Argentina. En annan anmärkningsvärd match i tiden var en 4-1-seger över spanska mästaren FC Barcelona.

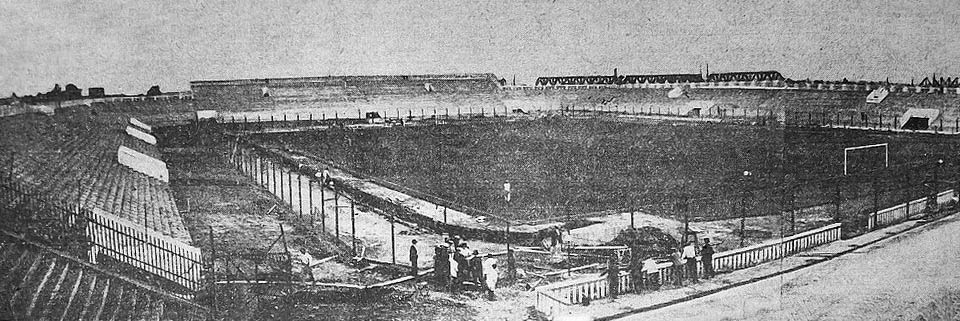
Flygbild av stadion 1930

Argentinas fotbollslandslag spelade en Copa Newton-match på Independiente i augusti 1928, vilket var lagets första match på arenan, medan det första Avellaneda-derbyt hölls i september 1928. Ett år senare spelade en annan brittisk klubb som turnerade Argentina, Chelsea, mot Independiente på stadion, i juni 1929. Andra europeiska lag som spelade där var de italienska klubbarna Torino och Bologna.
Under 1930-talet var Independiente Stadium en frekvent plats som värd för matcher med Argentinas landslag. År 1938 installerades det första belysningssystemet på stadion, som placerade fyra kolonner på varje sida av planen. År 1960 totalrenoverades stadion då arbetet omfattade byggandet av ett andra visir, nya läktare, sittplatser och kabiner för radiosändare på västra sidan. Dessutom installerades ett bevattningssystem på planen. På grund av renoveringen fick Independiente-stadion smeknamnet Doble Visera. År 1964 installerades ett nytt belysningssystem, som bestod av sex torn. En ny läktare skulle byggas 1970, på Corderos gatusida.

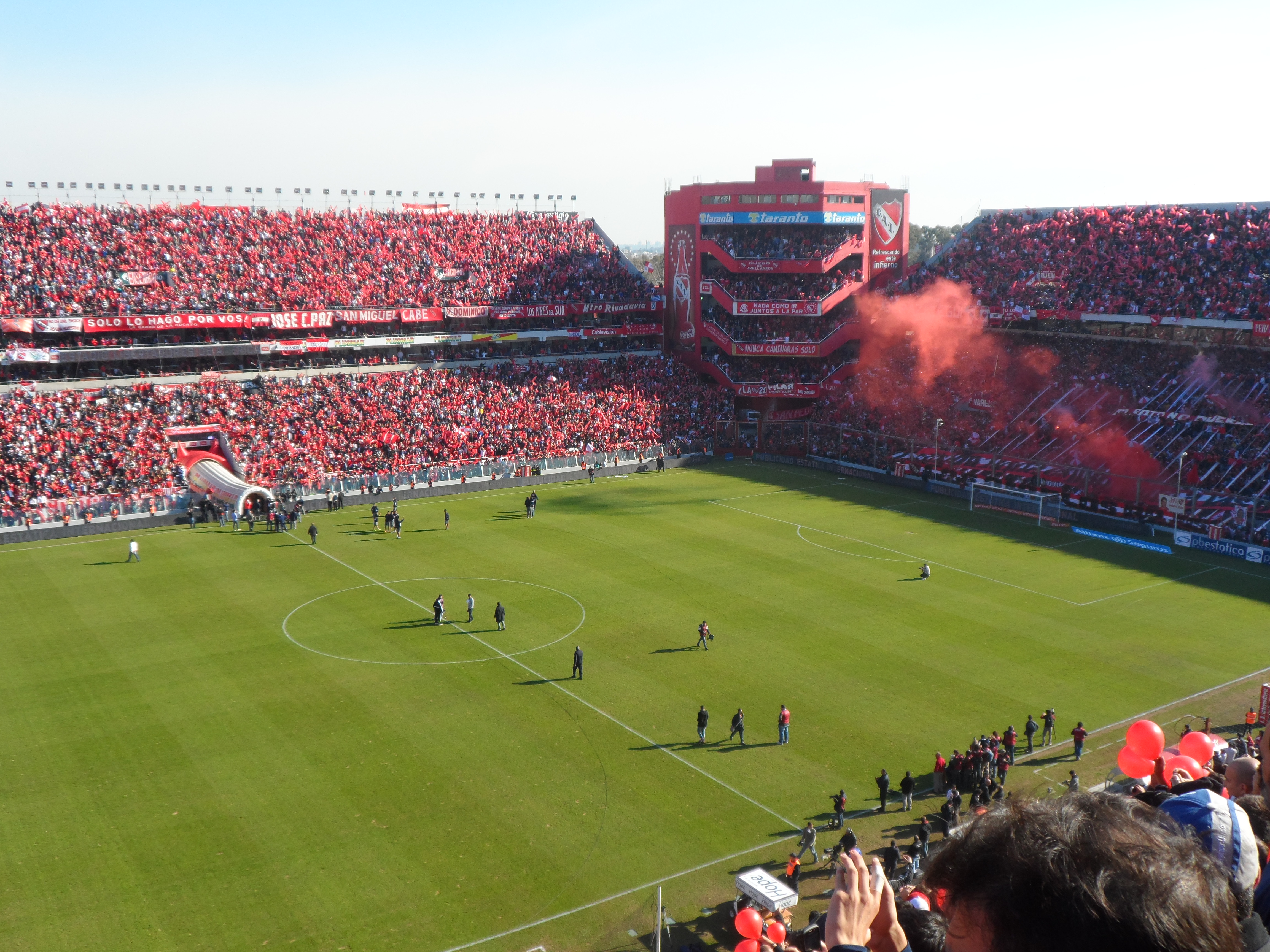
Den nya Libertadores de América Stadium under en fotbollsmatch 2014

I slutet av 2005 tillkännagav presidenten för Independiente, Julio Comparada, ett projekt med att bygga en ny stadion. Arbetet skulle finansieras med inkomst (23 miljoner euro) från försäljningen av den uppåtgående stjärnan Sergio Agüero till spanska klubben Atlético Madrid. Agüero hade bara spelat 52 matcher i Primera División innan han transfererades. Andra transaktioner gjorda av klubben (som försäljningen av målvakten Oscar Ustari och anfallaren Germán Denis) hjälpte också till att finansiera byggandet av den nya arenan, vilket också ledde till en del kontroverser på grund av dess kostnad, uppskattad till 50 miljoner USD, vilket i hög grad översteg den budgeterade kostnaden som aviserades 2006.
I december 2006 stängdes stadion och revs året därpå. Den ombyggda stadion invigdes den 28 oktober 2009, i en match mot Colón de Santa Fe i det Argentina mästerskapet i Primera División (Apertura 2009). Den nya stadion i europeisk stil har en kapacitet på ungefär 42 069 platser. Den har också stora digitala skärmar, en restaurang med panoramautsikt över planen, ett klubbmuseum, kontor och konferensfaciliteter samt ett köpcentrum.
I juli 2014 var ett av målen att färdigställa arenan. Således var det vid 2-1-segern mot Racing Club den 31 augusti i femte omgången av Transition Tournament, som "Bochini Alta"-läktaren kunde ses klar.
I maj 2015 påbörjades bygget av "Garganta 3" och även läktaren "Bochini Baja" blev klar, plus boxarna och pressektorn. Den 16 december 2016 när Independiente stod mot Banfield invigdes "Libertadores de América".
Den 5 december 2021, döptes stadion om till "Estadio Libertadores de América-Ricardo Bochini" som en hyllning till den som anses vara klubbens största stjärna, Ricardo Bochini. Bochini, som har rekordet över spelade matcher för klubben (714 mellan 1972 och 1991), hedrades vid den 24:e omgången av 2021 Primera División, där Independiente spelade mot San Lorenzo.
Den 17 september 2022 var arenan värd för en rugby unionmatch för första gången, när Argentina spelade mot Sydafrika efter att laget tvingades byta plats i den 5:e omgången av Rugby Championship 2022 på grund av det dåliga skicket på José Amalfitani Stadiums plan.